# Oreneta cuafilosa

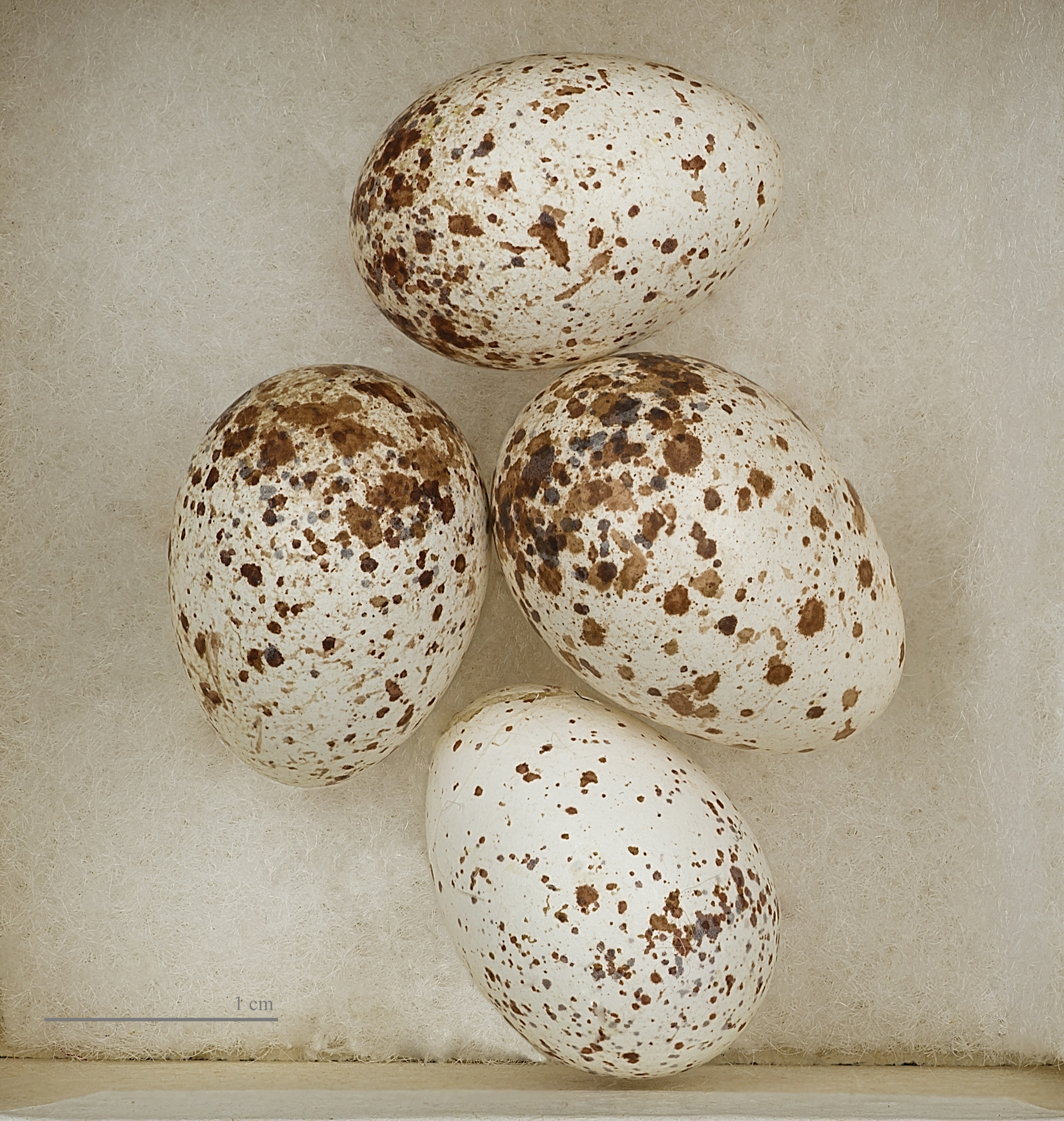
Hirundo smithii

L'oreneta cuafilosa o oreneta cuallarga (Hirundo smithii) és una espècie d'ocell de la família dels hirundínids (Hirundinidae). Habita sabanes i ciutats de gran part de l'Àfrica Subsahariana, Tadjikistan, Afganistan, nord del Pakistan, l'Índia, Myanmar i bona part d'Indoxina. El seu estat de conservació es considera de risc mínim.